# アイドル共和国
アイドル共和国（アイドルきょうわこく）は、かつて西武園ゆうえんちにあったイベントステージ、および同施設からの生放送テレビ番組、本項ではテレビ番組を中心に記す。後番組『桜っ子クラブ』も同施設より放送された。
アイドル共和国（アイドルきょうわこく）は、テレビ朝日ほかで放送されたバラエティ番組。愛称は「アイ共」（アイきょう）。製作局のテレビ朝日では1989年4月1日から1991年3月23日まで、毎週土曜 15:00 - 15:55（JST）に放送。

## 概要
SMAPがレギュラー、光GENJIがセミレギュラーを務めていた土曜昼のバラエティ番組で、その他のジャニーズ事務所所属タレントたちも大勢出演していた。司会は夏木ゆたかほか。当初は埼玉県所沢市の西武園ゆうえんち内にあった「アイドル共和国」からの生放送だったが、途中から徐々にVTR収録が増えていき、最終的には完全収録放送へと移行した。
この番組でTOKIOの前身である「TOKIO BAND」と「SMAP学園」が誕生した。

## 出演者
- 夏木ゆたか（初代司会）
- イクラちゃん（2代目司会）
- 森脇健児（3代目司会） - 光GENJI・内海とのコンビで司会を務めた。また後継番組である桜っ子クラブもこのコンビで司会を勤めた。
- ジャニーズ事務所所属
  - SMAP （中居正広・木村拓哉・稲垣吾郎・森且行・草彅剛・香取慎吾）
  - 光GENJI （内海光司・大沢樹生・諸星和己・佐藤寛之・山本淳一・赤坂晃・佐藤敦啓） - のちに内海は森脇とともに3代目司会に就任した。
  - 平家派
  - TOKIO BAND （城島茂・山口達也・渡辺一久・ほかドラムが1名）
  - SMAP学園 （坂本昌行・国分太一・松岡昌宏・長瀬智也・井ノ原快彦・小島啓・酒井貴史・佐藤功・伊東正美・山本隆文・清藤公之・小舘晴彦・松長慎吾・大嶌忍・他数人）
- 大森章督 （ナレーション）

## スタッフ
- 企画：皇達也
- 監修：塚田茂
- 構成：鈴木桂、馬場隆、はたせいじゅん / スタッフ東京
- 音楽：義野裕明
- 振付：ボビー吉野 / 西条満
- 技術協力：テレテック
- 効果：吉田比呂樹
- 美術：佐藤由基男
- 編集：嶋野淳子、石川逸世子、石川浩通
- MA：坂井真一
- タイトル：竹内謙治
- TK：加藤直子
- 制作協力：Production & Direction、テレビ朝日ミュージック
- ディレクター：平城隆司、河口勇治
- 演出：疋田拓
- プロデューサー：中村元一、疋田拓
- 制作著作：テレビ朝日

## エピソード
- テレビ朝日が関東ローカルで『全国高校野球選手権大会中継』を放送する日には、番組ネット局向けに裏送りでの放送を行った。
- 2009年1月31日放送のテレビ朝日開局50周年記念『50時間テレビ SMAP☆がんばりますっ!!』で、この番組のVTRが放送された。

## ラジオ
テレビ朝日と文化放送が共同で送り出したプロジェクトの1つ。テレビ版と同じく土曜日の夕方の時間帯に文化放送で放送されていた。
- 圭修のアイドル共和国（1989年4月 - 1991年） - 司会：圭修（清水圭・和泉修）
  - コーナー番組
    - Hi!SMAP（1989年10月12日 - 1990年10月） - 司会：SMAP
    - SMAP's map（1990年10月20日 - 1991年） - 司会：SMAP

| テレビ朝日 土曜15時台 | テレビ朝日 土曜15時台                    | テレビ朝日 土曜15時台 |
| 前番組                | 番組名                                   | 次番組                |
| --------------------- | ---------------------------------------- | --------------------- |
| 新ナイトライダー      | アイドル共和国 （1989年4月 - 1991年3月） | 桜っ子クラブ          |